# Phyllobroticella
Phyllobroticella es un género de insecto coleóptero de la familia Chrysomelidae.

## Especies
Las especies de este género son:
- Phyllobroticella africana (Jacoby, 1894)
- Phyllobroticella citrina Weise, 1903
- Phyllobroticella ferruginea Laboissiere, 1924
- Phyllobroticella flava Jacoby, 1894
- Phyllobroticella kraatzi Weise, 1902
- Phyllobroticella maynei Laboissiere, 1924
- Phyllobroticella nigripennis Laboissiere, 1924
- Phyllobroticella ochracea Weise, 1901
- Phyllobroticella pallida Laboissiere, 1924
- Phyllobroticella piciceps Weise, 1901
- Phyllobroticella straminea (Weise, 1903)